# Silnice II/195
Silnice II/195 je silnice II. třídy, která vede z Boru do Havlovic. Je dlouhá 42,2 km. Prochází jedním krajem a dvěma okresy.

## Vedení silnice

### Plzeňský kraj, okres Tachov
- Bor (křiž. II/605)
- Stráž (křiž. III/1951, III/1952)
- Borek (křiž. III/1953)
- Dehetná

### Plzeňský kraj, okres Domažlice
- Babice (křiž. III/1954, III/1955)
- Skařez
- Holubeč (křiž. III/1957)
- Svržno (křiž. II/197, peáž s II/197)
- Hostouň (křiž. II/197, III/1958, III/1959)
- Horoušany (křiž. III/19511, III/19511a)
- Slatina (křiž. III/19512)
- Poběžovice (křiž. II/196, III/19513, III/19514a, III/19514, III/19520, III/19521)
- Vlkanov (křiž. III/19522)
- Nový Kramolín (křiž. III/19523)
- Postřekov (křiž. III/19524, III/19525)
- Klenčí pod Čerchovem (křiž. II/189, peáž s II/189)
- Trhanov (křiž. III/19526, III/19528)
- Havlovice (křiž. I/26)